# Andrew Arato
Andrew Arato (* 22. August 1944 in Budapest) ist ein US-amerikanischer Soziologe und Professor für Soziologie an der New School in New York.

## Leben
Andrew Arato erwarb 1975 an der University of Chicago den akademischen Grad Ph.D. in Geschichte. Bekannt ist er für sein mit Jean L. Cohen verfasstes Werk Civil Society and Political Theory (Studies in Contemporary German Social Thought) und seine gemeinsam mit Nancy Fraser herausgegebene Fachzeitschrift Constellations, einer internationalen Fachzeitschrift für Kritische Theorie und Demokratietheorie.

## Publikationen
- Andrew Arato, Eike Gephardt. The Essential Frankfurt School Reader. (1978) Bloomsbury Academic, 1982, ISBN 978-0-8264-0194-6
- Civil Society, Constitution, and Legitimacy. Rowman & Littlefield Publishers, 2000, ISBN 978-0-8476-8772-5
- The Adventures of the Constituent Power: Beyond Revolutions? Cambridge University Press, 2017, ISBN 978-1-107-12679-4